# Thomas Percy, I barone di Egremont
Thomas Percy (Leconfield, 29 novembre 1422 – Northampton, 10 luglio 1460) è stato un militare inglese e primo barone di Egremont.

## Biografia
Era figlio di Henry Percy, II conte di Northumberland e di Eleanor Neville.
Venne creato barone di Egremont nel 1449.
Appartenne ad una delle più influenti famiglie inglesi del tempo partecipando in prima persona alle vicende della famiglia. Venne così coinvolto nella faida Percy-Neville, iniziata nel 1450, prendendo la parte di comandante nella battaglia di Heworth Moor combattuta contro i Neville.
Nella guerra delle due rose Percy combatté a fianco dei Lancaster. Partecipò alla Prima battaglia di St Albans, dove suo padre rimase ucciso, e poi alla battaglia di Northampton dove lui stesso perse la vita.